# Mohammed Kezzáz
Mohammed Kezzáz [Arabul: محمد كزاز] (Kenitra, 1962. október 1. –) marokkói nemzetközi labdarúgó-játékvezető. Angol írásmódban Mohamed Guezzaz.

## Pályafutása

### Nemzeti játékvezetés
1995-ben lett az I. Liga játékvezetője. Az aktív nemzeti játékvezetéstől 2007-ben vonult vissza.

### Nemzetközi játékvezetés
A Marokkói labdarúgó-szövetség Játékvezető Bizottsága (JB) 1997-ben terjesztette fel a Nemzetközi Labdarúgó-szövetség (FIFA) nemzetközi játékvezetőjének. Több nemzetek közötti válogatott és klubmérkőzést vezetett, vagy működő társának 4. bíróként segített. Az első nemzetközi válogatott mérkőzése 1999-ben, az Eritrea–Szenegál találkozó volt. Az aktív nemzetközi játékvezetéstől 2007-ben a FIFA JB 45 éves korhatárát elérve búcsúzott.

#### Világbajnokság

##### U20-as labdarúgó-világbajnokság
Nigéria rendezte a 12., az 1999-es ifjúsági labdarúgó-világbajnokságot, ahol a FIFA JB társaihoz hasonlóan bemutatta a nemzetközi szereplőknek,

###### 1999-es ifjúsági labdarúgó-világbajnokság
| Időpont           | Helyszín                                | Mérkőzés típusa              | Mérkőzés                              | Eredmény | Nézők száma |
| ----------------- | --------------------------------------- | ---------------------------- | ------------------------------------- | -------- | ----------- |
| 1999. április 4.  | Nemzeti Stadion, Lagos                  | csoportmérkőzés (A. csoport) | Német Szövetségi Köztársaság–Paraguay | 4 – 0    | 2500        |
| 1999. április 11. | Városi Stadion, Port Harcourt           | csoportmérkőzés (F. csoport) | Honduras–Spanyolország                | 1 – 3    | 16 000      |
| 1999. április 15. | Abubarkar Tafawa Balewa Stadion, Bauchi | egyik nyolcaddöntő           | Japán–Portugália                      | 1 – 1    | 8000        |

---
A világbajnoki döntőhöz vezető úton Dél-Koreába és Japánba a XVII., a 2002-es labdarúgó-világbajnokságra és Németországba a XVIII., a 2006-os labdarúgó-világbajnokságra a FIFA JB bíróként alkalmazta. Selejtező mérkőzéseket az CAF zónában vezetett. 2006–ban 4. (tartalék játékvezető) játékvezetői feladatokat végezhetett. Világbajnokságokon vezetett mérkőzéseinek száma: 1.

##### 2002-es labdarúgó-világbajnokság

###### Selejtező mérkőzés
| Időpont           | Helyszín                        | Mérkőzés típusa                            | Mérkőzés                                | Eredmény | Nézők száma |
| ----------------- | ------------------------------- | ------------------------------------------ | --------------------------------------- | -------- | ----------- |
| 2000. július 9.   | Ahmadou Ahidjo Stadion, Yaoundé | előselejtező (második forduló-, A csoport) | Kamerun–Angola                          | 0 – 0    | 25 000      |
| 2001. január 28.  | Városi Stadion, Accra           | előselejtező (második forduló-, B csoport) | Ghána–Libéria                           | 1 – 3    | 30 000      |
| 2001. február 25. | El Menzah Stadion, Tunisz       | előselejtező (második forduló-, D csoport) | Tunézia–Kongói Demokratikus Köztársaság | 6 – 0    | 30 000      |

###### Világbajnoki mérkőzés
| Időpont         | Helyszín                      | Mérkőzés típusa              | Mérkőzés                | Eredmény | Nézők száma |
| --------------- | ----------------------------- | ---------------------------- | ----------------------- | -------- | ----------- |
| 2002. június 2. | Világbajnoki Stadion, Gwangju | csoportmérkőzés (B. csoport) | Spanyolország–Szlovénia | 3 – 1    | 28 598      |

##### 2006-os labdarúgó-világbajnokság

###### Selejtező mérkőzés
| Időpont             | Helyszín                        | Mérkőzés típusa           | Mérkőzés                                              | Eredmény | Nézők száma |
| ------------------- | ------------------------------- | ------------------------- | ----------------------------------------------------- | -------- | ----------- |
| 2004. június 20.    | l'Amitié Stadion, Cotonou       | előselejtező (3. csoport) | Benin–Szudán                                          | 1 – 1    | 20 000      |
| 2004. július 4.     | Ahmadou Ahidjo Stadion, Yaoundé | előselejtező (3. csoport) | Kamerun–Elefántcsontpart                              | 2 – 0    | 40 000      |
| 2004. szeptember 5. | Március 26. Stadion, Bamako     | előselejtező (1. csoport) | Mali–Szenegál                                         | 2 – 2    | 45 000      |
| 2005. június 5.     | Kégué Stadion, Lomé             | előselejtező (1. csoport) | Togo–Zambia                                           | 4 – 1    | 15 000      |
| 2005. június 18.    | FNB Stadion, Johannesburg       | előselejtező (2. csoport) | Dél-Afrika–Ghána                                      | 0 – 2    | 50 000      |
| 2005. szeptember 4. | Martyrs Stadion, Kinshasa       | előselejtező (2. csoport) | Kongói Demokratikus Köztársaság–Zöld-foki Köztársaság | 2 – 1    | 75 000      |
| 2005. október 8.    | Amahoro Stadion, Kigali         | előselejtező (4. csoport) | Ruanda–Angola                                         | 0 – 1    | 25 000      |

#### Afrikai Nemzetek-kupája
Malia 23., a 2002-es afrikai nemzetek kupája, Tunézia a 24., a 2004-es afrikai nemzetek kupája valamint Egyiptom a 25., a 2006-os afrikai nemzetek kupája labdarúgó tornát rendezte, ahol a CAF JB bíróként alkalmazta.

##### 2002-es afrikai nemzetek kupája

###### Selejtező mérkőzés
| Időpont            | Helyszín                     | Mérkőzés típusa                    | Mérkőzés                        | Eredmény | Nézők száma |
| ------------------ | ---------------------------- | ---------------------------------- | ------------------------------- | -------- | ----------- |
| 2000. december 16. | Városi Stadion, Johannesburg | előselejtező (2. kör-, 2. csoport) | Dél-afrikai Köztársaság–Libéria | 2 – 1    |             |

###### Afrikai Nemzetek Kupája mérkőzés
| Időpont          | Helyszín                     | Mérkőzés típusa              | Mérkőzés          | Eredmény | Nézők száma |
| ---------------- | ---------------------------- | ---------------------------- | ----------------- | -------- | ----------- |
| 2002. január 20. | Modibo Kéïta Stadion, Bamako | csoportmérkőzés (B. csoport) | Egyiptom–Szenegál | 0 – 1    | 20 000      |
| 2002. február 3. | Március 26. Stadion, Bamako  | egyik negyeddöntő            | Nigéria–Ghána     | 1 – 0    | 25 000      |

##### 2004-es afrikai nemzetek kupája

###### Afrikai Nemzetek Kupája mérkőzés
| Időpont          | Helyszín                               | Mérkőzés típusa              | Mérkőzés              | Eredmény | Nézők száma |
| ---------------- | -------------------------------------- | ---------------------------- | --------------------- | -------- | ----------- |
| 2004. január 26. | el-Menzah Stadion, Tunisz              | csoportmérkőzés (B. csoport) | Szenegál–Burkina Faso | 0 – 0    | 2000        |
| 2004. február 8. | Musztafa Ben Zsanet Stadion, Monasztir | egyik negyeddöntő            | Kamerun–Nigéria       | 1 – 2    | 14 750      |

##### 2006-os afrikai nemzetek kupája

###### Afrikai Nemzetek Kupája mérkőzés
| Időpont          | Helyszín                        | Mérkőzés típusa              | Mérkőzés                 | Eredmény | Nézők száma |
| ---------------- | ------------------------------- | ---------------------------- | ------------------------ | -------- | ----------- |
| 2006. január 21. | Katonai-Akadémia Stadion, Kairó | csoportmérkőzés (B. csoport) | Kamerun–Angola           | 3 – 1    | 8000        |
| 2006. február 4. | Katonai-Akadémia Stadion, Kairó | egyik negyeddöntő            | Kamerun–Elefántcsontpart | 1 – 1    | 4000        |

#### Klub-világbajnokság
Japán rendezte a 2005-ös FIFA-klubvilágbajnokságot, ahol a FIFA hivatalnoki szolgálattal bízta meg.
| Időpont            | Helyszín                     | Mérkőzés típusa | Mérkőzés                                                    | Eredmény | Nézők száma |
| ------------------ | ---------------------------- | --------------- | ----------------------------------------------------------- | -------- | ----------- |
| 2005. december 18. | Nemzetközi Stadion, Jokohama | bronzmérkőzés   | Al Ittihad (szaud-arábiai)–Deportivo Saprissa (costa ricai) | 2 – 3    | 46 453      |